# 신희승
신희승(1989년 3월 10일 ~ )은 대한민국의 전직 스타크래프트 프로게이머로, 테란 유저였다. UpMagic이란 아이디를 쓴다.

## 선수 이력
2006년 상반기 드래프트에서 이네이쳐 탑의 4차 지명으로 입단하였다.
2006년 말, 신한은행 스타리그 2006 시즌3를 통해 메이저 대회에 첫 선을 보였다. 당시 24강 풀리그를 3전 전승으로 통과하며 이목을 끌었는데, 특히 매 경기마다 독창적인 전략들을 선보이며 "임요환의 재림"이란 찬사를 받기도 했다. 비록 16강에선 이윤열(당시 팬택 EX)의 노련한 운영에 휘둘리며 1:2로 석패했지만, 당대회 이후 신희승은 이렇다할 스타급 선수가 없던 이스트로의 새로운 에이스로 인정받게 되었다.
이후 EVER 스타리그 2007 진출로 3회 연속 스타리그에 이름을 올린 신희승은 8강에서 진영수(STX 소울)를 2:1로 꺾고 준결승에 오르는 기염을 토했다. 이스트로 소속의 선수가 4강에 오른 것은 과거 AMD 시절의 베르트랑 그로스펠리에 이후 64개월만의 일이었고, 이를 지켜본 팬들과 이지호 감독은 감격을 주체하지 못하였다.
그러나 신희승은 준결승에서 같은 울산 출신이자 고교 동창인 이제동(현 화승 OZ)에게 0:3으로 셧아웃당하며 허무하게 탈락하고 말았다. 또한 3,4위전에서 김택용(당시 MBC게임 히어로, 현 SK텔레콤 T1)에게, 스타 챌린지에선 염보성(MBC게임 히어로)에게 패배하며 듀얼 토너먼트로 추락했고, 마지막 기회였던 듀얼 토너먼트에서마저도 최종 탈락하며 차기 시즌에 이름을 올리지 못하였다.
그동안 큰 경기에서 셧아웃당한 선수는 그 후유증으로 슬럼프에 빠진 경우가 많았는데, 신희승 역시 탈락 이후 오랜 기간 부진을 면치 못하며 팬들을 안타깝게 했다. 곰TV MSL 시즌4에선 8강에 올랐지만 허영무(삼성전자 칸)에게 또다시 0:3 패배를 기록하며 침체의 나락으로 빠지고 말았다.
2008 시즌, 공식전 10연패를 기록하는 등 최악의 난조를 보이던 신희승은 2008년 9월 중순에 개최된 클럽데이 온라인 MSL 본선 진출에 성공하며 재기를 꾀했다. 패자전을 거친 끝에 올라온 최종전에서 또다시 이제동에게 덜미를 잡히며 탈락하였지만 이후 BATOO 스타리그 2008과 로스트사가 MSL 16강에 진출하였다.
2010년 5월 스타크래프트 승부조작에 가담한 사실이 밝혀져 많은 팬들의 비난을 받았으며, 미니홈피를 통하여 혐의 사실을 인정했다. '정황상 신희승은 직접 경기를 조작하기보다는 자신이 이기는 쪽에 베팅을 거는 방식으로 참여했다고 한다.'라는 루머가 있고, 사실일 가능성이 높다고 한다.
2010년 6월 KeSPA 상벌위원회에서 영구제명이 확정됐다.

## 주요 기록
신희승의 주요 기록은 승부조작 사건 이후, 한국e스포츠협회로부터 영구 제명되어 공식 기록에서 전부 삭제되었다.
- 2006년 제19회 커리지 매치 입상
- 2007년 신한은행 스타리그 2006 시즌3 16강
- 2007년 Daum 스타리그 16강
- 2007년 EVER 스타리그 2007 4위
- 2008년 곰TV MSL 시즌4 8강
- 2008년 EVER 스타리그 2008 1차 본선
- 2008년 아레나 MSL 2008 32강
- 2008년 클럽데이 온라인 MSL 32강
- 2009년 BATOO 스타리그 08~09 16강
- 2009년 로스트사가 MSL 2009 16강
- 2009년 박카스 스타리그 2009 36강
- 2009년 아발론 MSL 2009 16강

## 같이 보기
- 마재윤
- 원종서
- 정진현
- 스타크래프트 승부 조작 사건